# Tegecoelotes religiosus
Tegecoelotes religiosus là một loài nhện trong họ Amaurobiidae.
Loài này thuộc chi Tegecoelotes. Tegecoelotes religiosus được miêu tả năm 2009 bởi Nishikawa.